# Odonticium septocystidia
Odonticium septocystidia (Burt) Zmitr. & Spirin – gatunek grzybów z klasy pieczarniaków (Agaricomycetes).

## Systematyka i nazewnictwo
Pozycja w klasyfikacji według Index Fungorum: Odonticium, Incertae sedis, Incertae sedis, Incertae sedis, Agaricomycetes, Agaricomycotina, Basidiomycota, Fungi.
Po raz pierwszy opisał go w 1926 r. Edward Angus Burt, nadając mu nazwę Peniophora septocystidia. W 2006 r. Ivan V. Zmitrovich i Wjatcheslav A. Spirin przenieśli go do rodzaju Odonticium (jako O. septocystidiata). Pozostałe synonimy:
- Candelabrochaete septocystidia (Burt) Burds. 1984
- Phanerochaete septocystidia (Burt) J. Erikss. & Ryvarden 1978
- Scopuloides septocystidia (Burt) Jülich 1982[2].

## Morfologia
Bazydiokarp
Rozpostarty, rozproszony, przyrośnięty, ale dający się kawałkami oddzielić. Grubość 0,1–0,4 mm, powierzchnia gładka, blado ochrowa do brązowawej. Hymenium gładkie, przy powiększeniu aksamitne od wystających cystyd. Brzeg zróżnicowany, delikatnie watowaty lub włóknisty.
Cechy mikroskopowe
System strzępkowy monomityczny. Strzępki w subhymenium cienkościenne, o szerokości 2–4 µm, splecione w gęsty kontekst, zwykle wypełnione ziarnami substancji krystalicznej lub żywicznej, strzępki subikulum grubościenne, o szerokości 5–10 mm, często z przyczepionymi ziarnami. Sprzążek brak. Cystydy bardzo liczne i dobrze widoczne pod soczewką, mniej lub bardziej wystające, cylindryczne, tępe, raczej grubościenne, o długości 70–150 µm lub nawet więcej, o szerokości 12–15 µm, podzielone na 4 do 7 lub 8 komórek, inkrustowane żółtawą, żywiczną i ziarnistą substancją. Podstawki wąsko maczugowate, 15–25 × 4–5 µm, 4-zarodnikowe. Bazydiospory allantoidalne, cienkościenne, gładkie, 4–5 × 1,5–2 µm, nieamyloidalne, niecyjanofilne.

## Występowanie i siedlisko
Podano występowanie Odonticium septocystidiata w Ameryce Północnej, Europie i Azji. W Polsce po raz pierwszy jego stanowiska podali w 2022 r. Eugeniusz Jurczenko i Marek Wołkowycki w Puszczy Białowieskiej (jako Odonticium septocystidiatum).
Saprotroficzny grzyb kortycjoidalny. Występuje na martwym drewnie drzew liściastych: topola osika Populus tremula, lipa Tila, wiąz Ulmus, klon Acer, brzoza Betula, tulipanowiec Liriodendron, rzadko na roślinach nagonasiennych.